# Berlangas de Roa
Berlangas de Roa é um município da Espanha na província de Burgos, comunidade autónoma de Castela e Leão, de área 15,73 km² com população de 218 habitantes (2008) e densidade populacional de 13,86 hab./km².

## Demografia
| Variação demográfica do município entre 1991 e 2004 | Variação demográfica do município entre 1991 e 2004 | Variação demográfica do município entre 1991 e 2004 | Variação demográfica do município entre 1991 e 2004 |
| --------------------------------------------------- | --------------------------------------------------- | --------------------------------------------------- | --------------------------------------------------- |
| 1991                                                | 1996                                                | 2001                                                | 2004                                                |
| 312                                                 | 282                                                 | 242                                                 | 226                                                 |